# Robert Žulj
Robert Žulj (Wels, 5 de febrero de 1992) es un futbolista austriaco de ascendencia croata que juega de extremo en el Buriram United F. C. de la Liga de Tailandia. Ha sido internacional con la selección de fútbol de Austria sub-18, sub-19, sub-20 y sub-21.

## Trayectoria
Žulj comenzó su carrera como profesional en el SV Ried, proveniente de la Academia de Linz, donde jugó 94 partidos y marcó 26 goles a lo largo de cuatro temporadas, lo que llamó la atención de uno de los clubes más poderosos de Austria: el Red Bull Salzburgo.
En el club de Salzburgo apenas jugó 10 partidos y marcó 1 gol debido a su corta estancia en el mismo, ya que jugó sólo media temporada en el club austriaco.

### Greuther Fürth
En julio de 2014 fichó por el SpVgg Greuther Fürth. En el club alemán jugó 85 partidos y marcó 19 goles en la 2. Bundesliga, sobresaliendo sobre todo en la temporada 2016-17 en la que marcó 8 goles y repartió 9 asistencias catapultándolo a la élite.

### Hoffenheim
Tras decidir no renovar con el Greuther Fürth fichó por el TSG 1899 Hoffenheim de la Bundesliga.

### Union Berlin
El 22 de agosto de 2018 se hizo oficial su cesión hasta final de temporada al 1. FC Union Berlin de la 2. Bundesliga.

### Bochum
El 15 de enero de 2020 el VfL Bochum anunció su fichaje hasta junio de 2023.

## Clubes
| Club                           | País      | Año       |
| ------------------------------ | --------- | --------- |
| SV Ried                        | Austria   | 2010-2014 |
| Red Bull Salzburgo             | Austria   | 2014      |
| SpVgg Greuther Fürth           | Alemania  | 2014-2017 |
| TSG 1899 Hoffenheim            | Alemania  | 2017-2020 |
| 1. F. C. Union Berlin (cedido) | Alemania  | 2018-2019 |
| VfL Bochum                     | Alemania  | 2020-2021 |
| Al-Ittihad Kalba S. C.         | EAU       | 2021-2022 |
| LASK Linz                      | Austria   | 2022-2025 |
| Buriram United F. C.           | Tailandia | 2025-     |

## Vida personal
Su hermano menor Peter Žulj también es futbolista profesional.